# 7 (álbum de Enrique Iglesias)
7 é o sétimo álbum de estúdio, e o terceiro em língua inglesa, do cantor espanhol Enrique Iglesias, lançado em 25 de novembro de 2003 pela Interscope Records.
O álbum foi o predecessor do enorme sucesso de seu lançamento de 2001, Escape, que o estabeleceu como uma das figuras latinas mais importantes e mais vendidas da indústria da música em todo o mundo, ao lado de Ricky Martin e Shakira. No entanto, nenhum dos singles de 7 entrou na parada norte-americana Billboard Hot 100, embora o segundo, e último, single, "Not in Love", tenha sido um sucesso moderado na Europa.
O álbum recebeu críticas mistas, com críticos comparando-o negativamente com seu álbum de 2001, dizendo que não estava à altura da expectativa que Escape havia criado. Após este álbum, Enrique deu uma pausa de três anos no ramo da música.

## Antecedentes
Enrique Iglesias escreveu, ou co-escreveu, e co-produziu todas as faixas de 7. Jimmy Iovine foi o produtor executivo do álbum juntamente com Iglesias. Iglesias disse ao tabloide canadense Toronto Sun que tomou cuidado especial com a composição do álbum, comentando: "Concentrei-me muito no conteúdo das letras deste álbum e tentei ser o mais honesto possível. Queria escrever canções que eu não me sentirei tolo cantando daqui a dez anos." 7 alcançou a posição de o número 31 na parada norte-americano Billboard 200, e vendeu 49.000 cópias, de acordo com a Nielsen Soundscan. Enquanto o primeiro single, "Addicted", alcançou a 38ª posição na parada da Billboard Mainstream Top 40, a versão em espanhol, "Adicto", alcançou o top 10 latino. O segundo single, "Not in Love", alcançou o topo das paradas dance nos EUA. O álbum alcançou o top 100 de álbuns do Reino Unido e da Austrália em novembro de 2003. "Addicted" alcançou o top 40 das paradas em vários países, incluindo Alemanha, Austrália, Portugal, e Argentina.

## Singles
"Addicted" foi lançada como o primeiro single do álbum em 14 de outubro de 2003. Iglesias afirmou ter escrito a canção enquanto estava em turnê na Alemanha Oriental, em um dia melancólico, quando foi inspirado pela arquitetura gótica. A canção foi um sucesso modesto na parada britânica UK Singles Chart, onde chegou ao top 20, embora não tenha conseguido entrar na parada norte-americana Billboard Hot 100. A versão em espanhol, intitulada "Adicto", alcançou o top 10 na parada Hot Latin Tracks.
| Críticas profissionais | Críticas profissionais |
| Avaliações da crítica  | Avaliações da crítica  |
| Fonte                  | Avaliação              |
| ---------------------- | ---------------------- |
| Allmusic               | [ 1 ]                  |

"Not in Love" foi lançada como o segundo e último single do álbum em 7 de fevereiro de 2004. A canção foi escrita por Iglesias, Paul Barry, Mark Taylor e Fernando Garibay. A versão do álbum apresenta apenas os vocais de Iglesias, no entanto, as versões de rádio e do single apresentam um verso e refrão extras cantados por Kelis. A canção alcançou a posição de número cinco na parada britânica UK Singles Chart, no entanto, assim como o primeiro single de 7, não conseguiu entrar na parada norte-americana no Billboard Hot 100.

## Lista de faixas
| Insomniac – Edição norte-americana |                                        |                                                          |                                 |         |  |
| N.º                                | Título                                 | Compositor(es)                                           | Produtor(es)                    | Duração |  |
| 1.                                 | "Not in Love"                          | Enrique Iglesias Paul Barry Mark Taylor Fernando Garibay | Taylor Iglesias [a] Garibay [a] | 3:42    |  |
| 2.                                 | "The Way You Touch Me"                 | Iglesias Alex Ander Rob Davis                            | Alexander Davis Iglesias        | 3:51    |  |
| 3.                                 | "Say It"                               | Iglesias Ander Davis                                     | Alexander Davis Iglesias        | 4:21    |  |
| 4.                                 | "California Callin'"                   | Iglesias Barry Taylor                                    | Taylor                          | 3:49    |  |
| 5.                                 | "Addicted"                             | Iglesias Barry Taylor                                    | Taylor                          | 5:00    |  |
| 6.                                 | "Break Me Shake Me"                    | Iglesias Ander Davis                                     | Alexander Davis Iglesias        | 3:39    |  |
| 7.                                 | "Free"                                 | Iglesias Barry                                           | Taylor                          | 3:35    |  |
| 8.                                 | "Be Yourself"                          | Iglesias Barry                                           | Taylor                          | 4:38    |  |
| 9.                                 | "Wish You Were Here (With Me)"         | Iglesias Barry Taylor                                    | Taylor                          | 4:15    |  |
| 10.                                | "You Rock Me"                          | Iglesias Barry Taylor                                    | Taylor                          | 3:45    |  |
| 11.                                | "Roamer" (com part. de Kara DioGuardi) | Iglesias Tony Bruno Kara DioGuardi                       | Steve Morales Bruno             | 3:54    |  |
| 12.                                | "Live It Up Tonight"                   | Iglesias Ander Davis                                     | Alexander Davis Iglesias        | 4:11    |  |
| 13.                                | "Adicto" (faixa bônus)                 | Iglesias Barry Taylor                                    | Taylor                          | 5:00    |  |
| Duração total:                     | Duração total:                         | Duração total:                                           | Duração total:                  | 53:40   |  |

| Insomniac – Edição internacional |                                            |                       |                            |         |  |
| N.º                              | Título                                     | Compositor(es)        | Produtor(es)               | Duração |  |
| 14.                              | "Addicted" (Metro Mix) (faixa bônus)       | Iglesias Barry Taylor | Taylor [b] Jeff Taylor [b] | 3:29    |  |
| 15.                              | "Addicted" (Glam As You Mix) (faixa bônus) | Iglesias Barry Taylor | Guena LG [b] RLS [b]       | 6:16    |  |
| Duração total:                   | Duração total:                             | Duração total:        | Duração total:             | 63:25   |  |

| Insomniac – faixas bônus da edição especial européia |                                    |                       |                            |         |  |
| N.º                                                  | Título                             | Compositor(es)        | Produtor(es)               | Duração |  |
| 14.                                                  | "Addicted" (Metro Mix)             | Iglesias Barry Taylor | Taylor [b] Jeff Taylor [b] | 3:29    |  |
| 15.                                                  | "Addicted" (Fernando Garibay Edit) | Iglesias Barry Taylor | Garibay [b]                | 4:23    |  |
| 16.                                                  | "Be with You"                      | Iglesias Barry Taylor | Taylor Brian Rawling       | 3:40    |  |
| Duração total:                                       | Duração total:                     | Duração total:        | Duração total:             | 65:12   |  |

| Insomniac – faixas bônus da edição japonesa |                                  |                       |                            |         |  |
| N.º                                         | Título                           | Compositor(es)        | Produtor(es)               | Duração |  |
| 14.                                         | "Addicted" (Metro Mix)           | Iglesias Barry Taylor | Taylor [b] Jeff Taylor [b] | 3:29    |  |
| 15.                                         | "Addicted" (Glam As You Mix)     | Iglesias Barry Taylor | Guena LG [b] RLS [b]       | 6:16    |  |
| 16.                                         | "Hero" (ao vivo no One and Only) | Iglesias Barry Taylor | Taylor                     | 4:38    |  |
| Duração total:                              | Duração total:                   | Duração total:        | Duração total:             | 68:03   |  |

| Insomniac – faixa bônus da edição digital norte-americana |                                                 |                                            |                                 |         |  |
| N.º                                                       | Título                                          | Compositor(es)                             | Produtor(es)                    | Duração |  |
| 14.                                                       | "Not in Love" (com part. de Kelis) (Radio Mix)) | Iglesias Barry Taylor Garibay Kelis Rogers | Taylor Iglesias [a] Garibay [a] | 3:42    |  |
| Duração total:                                            | Duração total:                                  | Duração total:                             | Duração total:                  | 57:22   |  |

Notas
- ↑[a]  denota um co-produtor
- ↑[b]  denota um remixador
- Em lançamentos físicos, a duração de "California Callin'" está erroneamente impressa como 4:49

## Tabelas
Álbum
| Ano  | Tabela        | Posição |
| ---- | ------------- | ------- |
| 2004 | Billboard 200 | 31      |